# Sarkasmus
Sarkasmus (řec. doslova „řezání do masa“) označuje kousavou, zraňující řeč, obvykle vyjadřující i jisté pohrdání. Na rozdíl od ironie, která se dovolává porozumění, chce být pochopena, sarkasmus spíše komunikaci přerušuje a odmítá. K sarkasmu patří kus cynismu zmírněného jen tím, že se k někomu obrací a vyslovuje.
Podobně jako ironické, může se i sarkastické použití nějakého slova vyznačit uvozovkami.
Řeč může být sarkastická jen v určité situaci a souvislosti. Např. člověk, který právě upustil klíče do kanálu, může sarkasticky poznamenat: „Úžasný!“

## Citáty
„Sarkasmus je poslední útočiště těch, kdo prohráli.“ (R. Hoover)